# Finspång (đô thị)
Đô thị Finspång (tiếng Thụy Điển: Finspång kommun) là một đô thị ở hạt Östergötland của Thụy Điển. Thủ phủ là thị xã Finspång. Dân số thời điểm 31 tháng 12 năm 2000 là 21477 người.